# Valonija
Valonija (franc. Wallonie, njem. Wallonien, valonski: Walonreye, nizozemski: Wallonië) ili Valonska regija je južna, frankofona regija Belgije i federalna jedinica čiji je glavni grad Namur.  Službeni jezici su francuski i njemački.  Regija ima oko 3,360.000 stanovnika, a površinski, s 16.844 km², zauzima 55,18% države.
Valonija se sastoji od sljedećih pokrajina: 
- Hainaut
- Liège
- Luksemburg
- Namur
- Valonski Brabant

Najveći gradovi su Liège, Namur, Charleroi, Mons, Tournai, Arlon, Bastogne, Wavre, Verviers, Dinant i Eupen.

## Demografija i jezik
U većini općina službeni jezik je francuski dok njemački ima takav status u devet istočnih općina koje su pripadale Njemačkoj do poslijeratnog razgraničenja 1918. U nekim frankofonim općinama postoje posebna pravila po kojima se stanovnici kojima je materinski jezik njemački ili nizozemski mogu koristiti njime u administraciji.  Valonci su često izloženi kritikama zbog slabog poznavanja nizozemskog, drugog nacionalnog jezika; po istraživanjima iz 2006. govori ga samo 19 % stanovnika, dok 59% Flamanaca govori francuski.  Uz francuski, odnosno njegovu belgijsku varijantu, kao regionalni jezici priznati su i lokalni dijalekti koji su unatoč tome u izumiranju.  
Njemačka nacionalna manjina ima oko 70.000 ljudi, a garantirana su joj posebna prva, posebno u jezičnim i kulturološkim pitanjima. Među Nijemcima je sve jača želja za ekonomskom samostalnošću i uzdizanjem na razinu autonomne regije.

## Ekonomija
Belgija je bila jedna od prvih zemalja u kojima dogodila industrijska revolucija, a Valonija je tijekom 19. stoljeća doživjela jak razvoj posebno zahvaljujući industriji baziranoj na ugljenu i željezu. Tijekom dvadesetog stoljeća ove industrijske grane su postala manje profitabilne, a kriza u čeličnoj industriji i restrukturiranje rezultirali su slabljenjem gospodarstva i pomicanjem centra industrijske djelatnosti na sjever Belgije.  I danas je Valonija znatno siromašnija od Flandrije: 2004. godine BDP je u flamanskom dijelu bio 27.356 eura, a u valonskom 19.858 eura.  U nekim dijelovima nezaposlenost dostiže i 20 %.

## Vanjske poveznice
- U kojoj državi mi živimo ?  Arhivirana inačica izvorne stranice od 16. ožujka 2007. (Wayback Machine) (pdf), Službena brošura o asimilaciji.
- Službena stranica Valonije  Arhivirana inačica izvorne stranice od 31. svibnja 2012. (Wayback Machine)
- Gospodarska stranica Valonije  Arhivirana inačica izvorne stranice od 30. prosinca 2013. (Wayback Machine)
- Službena stranica valonske vlade
- Gospodarsko i socijalno vijeće Valonije  Arhivirana inačica izvorne stranice od 22. prosinca 2007. (Wayback Machine)
- Zajednica gradova i općina Valonije  Arhivirana inačica izvorne stranice od 21. siječnja 2021. (Wayback Machine)
- Enciklopedija o valonskom pokretu
- Osnivanje Valonije, povijest i sl.
- Mouvement du Manifeste wallon  Arhivirana inačica izvorne stranice od 11. listopada 2011. (Wayback Machine)